# St. Leonhard (Oberotterbach)

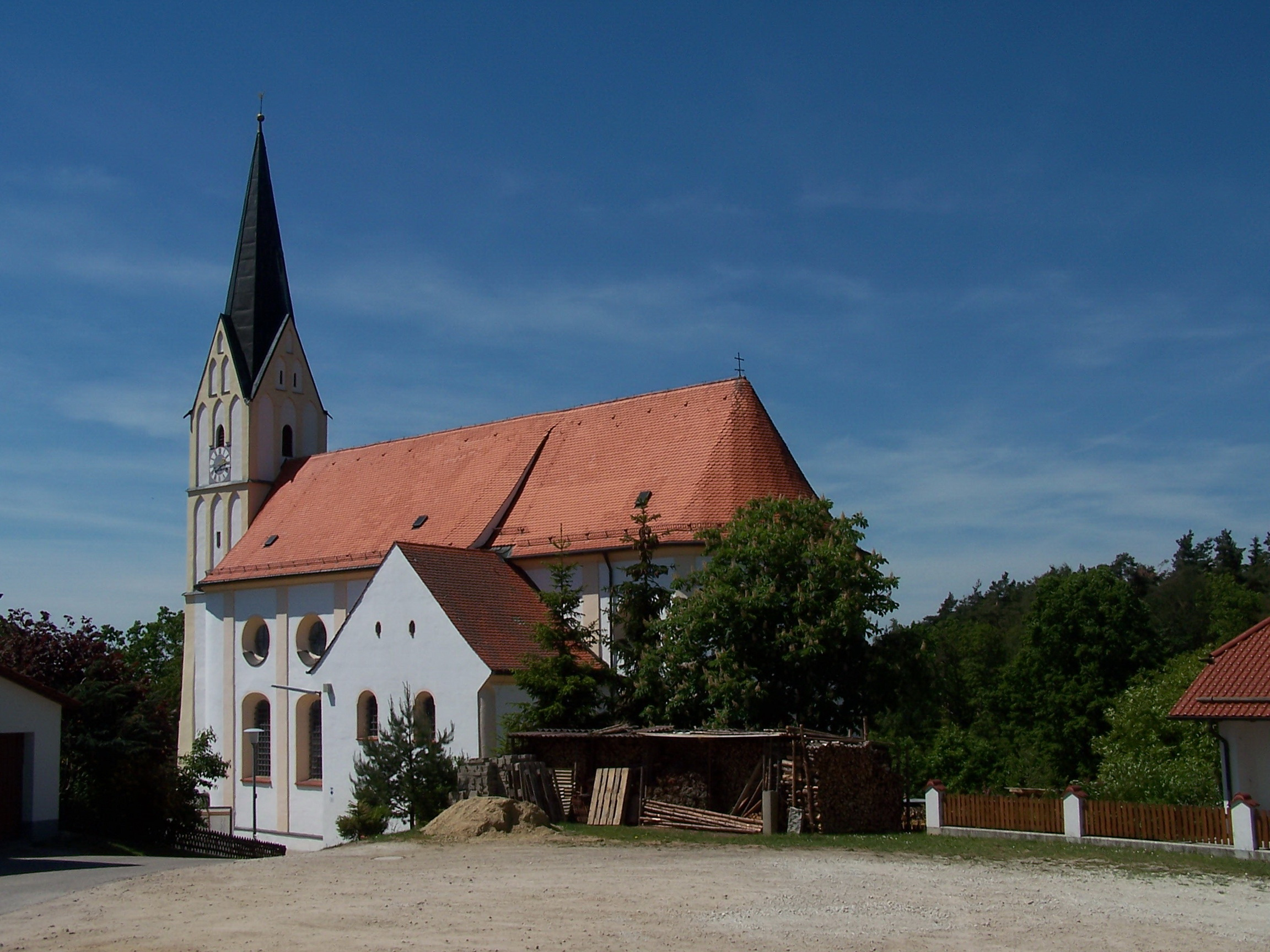
Außenansicht der Filial- und Wallfahrtskirche St. Leonhard von Südosten

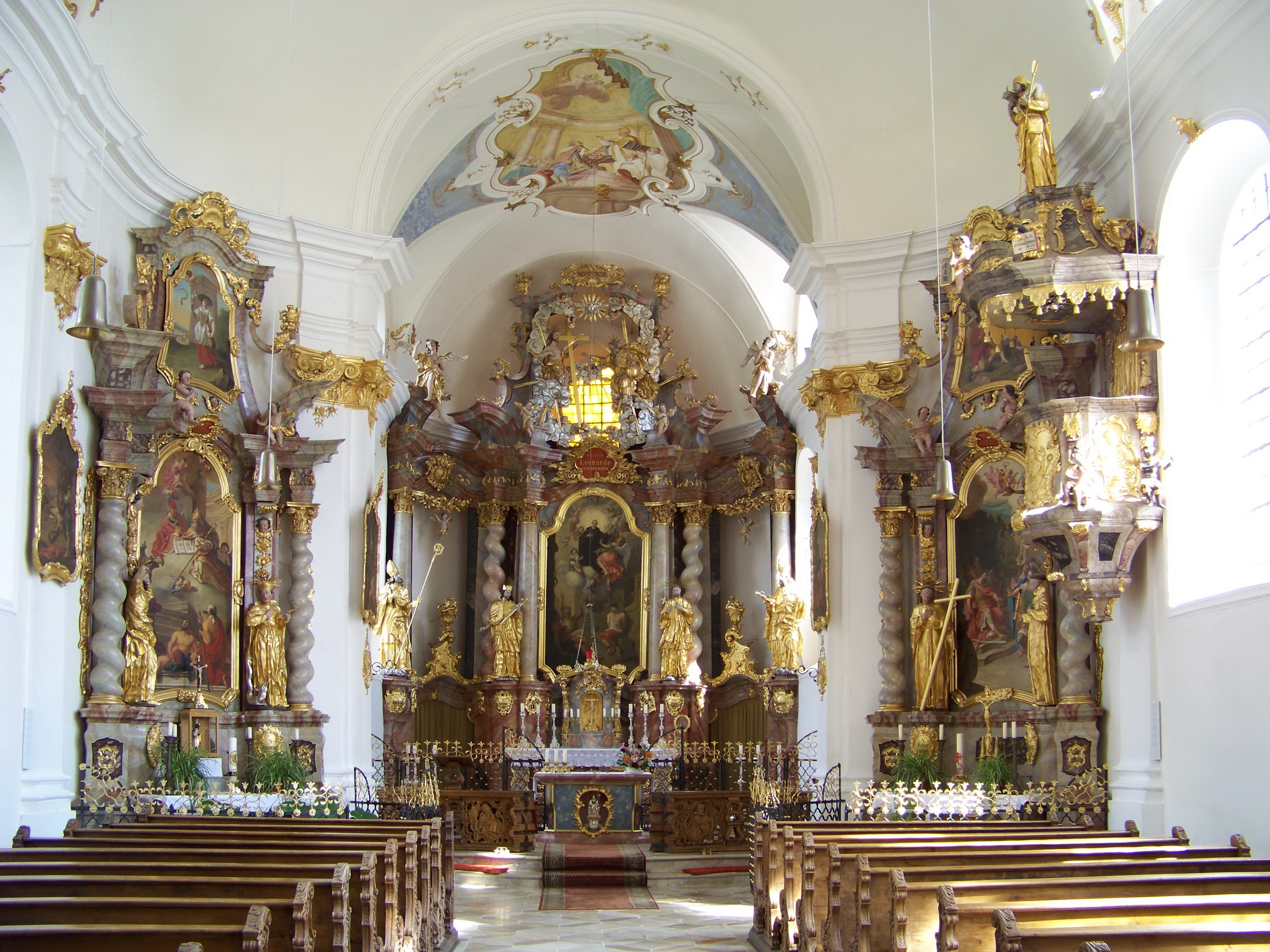
Innenraum

Die römisch-katholische Filial- und Wallfahrtskirche St. Leonhard in Oberotterbach, einem Ortsteil der Stadt Rottenburg an der Laaber im niederbayerischen Landkreis Landshut, ist eine stattliche Rokokokirche, die von 1753 bis 1756 nach den Plänen des Landshuter Hofmaurermeisters Johann Georg Hirschstötter erbaut wurde. Früher bestand nach Oberotterbach eine rege Wallfahrtstätigkeit zu Ehren des Kirchenpatrons, des heiligen Leonhard (Gedenktag: 6. November). Die Tradition der Leonhardifahrt wurde in Oberotterbach bis gegen Ende des 18. Jahrhunderts gepflegt. St. Leonhard ist heute eine Filiale der Pfarrei St. Georg in Rottenburg.

## Geschichte
Oberotterbach wird bereits im Jahr 871 erstmals urkundlich erwähnt, als Bischof Ambricho von Regensburg (864–891) und sein Vogt Immo von einem Priester Alawihus Güter bei Ottarpah gegen solche bei Holzhausen (heute Gemeinde Pfeffenhausen) tauschen. Die erste kirchliche Erwähnung datiert aus dem 12. Jahrhundert, als in Oberotterbach bereits eine Kaplanei existierte. Diese konnte Mitte des 16. Jahrhunderts wegen Priestermangels nicht mehr besetzt werden. Deshalb wurde Oberotterbach mit der Pfarrei Rottenburg vereinigt.
1207 vermachte Graf Conrad I. von Moosburg einen Hof auf den St.-Leonhards-Altar von Oberotterbach, da hier seine Gattin Benedicta begraben wurde. Dieses Benefizium wurde von Conrad I. reich dotiert: es wurde mit Gütern in Artlkofen, Breiten, Reckerszell und Waselsdorf sowie der Taferne in Niedereulenbach ausgestattet. Dass die Oberotterbacher Kirche reich war, geht aus einer Aufstellung von 1559 hervor: St. Leonhard besaß damals ein ungefähr viermal so großes Vermögen wie die Pfarrkirche St. Georg in Rottenburg, mit der Oberotterbach um diese Zeit vereinigt wurde.
Während sich das Patrozinium des heiligen Leonhard sehr weit zurückverfolgen lässt, liegt die Baugeschichte der Oberotterbacher Kirche weitgehend im Dunkeln. Von dem Vorgängerbau der heutigen Kirche sind nur die Patrone der Altäre bekannt: 1590 waren dies St. Leonhard für den Hochaltar sowie St. Maria und St. Katharina für die Seitenaltäre; 1666 waren es St. Leonhard, die Hl. Dreifaltigkeit sowie St. Dionys und Anton; 1724 St. Leonhard, die Hl. Dreifaltigkeit sowie St. Johannes und Paulus.
Dass es einen Vorgängerbau gab, gilt als gesichert, da der mittelalterliche Kirchturm wesentlich älter als die übrigen Baukörper ist. Der Unterbau wird in die romanisch-gotische Übergangszeit des 13. Jahrhunderts datiert, die oberen spätgotischen Geschosse, die den Glockenstuhl enthalten, auf das 15. Jahrhundert. Der heute noch bestehende Rokokobau unter Einbeziehung des mittelalterlichen Kirchturms wurde von 1753 bis 1756 nach den Plänen des Landshuter Hofmaurermeisters Johann Georg Hirschstötter errichtet. Ausgeführt wurden die Arbeiten im Wesentlichen von dem Maurermeister Joseph Dierlinger (mit dessen gleichnamigem Sohn als Polier) aus Rottenburg und dem Zimmermeister Anton Gaißreither aus Niedereulenbach. Die Kirche wurde am 17. Mai 1786 von Weihbischof Valentin Anton Freiherr von Schneid konsekriert. Der Hochaltar wurde dem heiligen Leonhard geweiht, die Seitenaltäre dem heiligen Erhard sowie den heiligen Märtyrern Johannes und Paulus.
In den Jahren 1888/89 wurde das Kircheninnere aufwändig renoviert. Von der Firma Haberland aus Eggenfelden wurden die Raumschale und die Deckengemälde neu gefasst, die Fresken gereinigt, die Stuckarbeiten vergoldet, Hochaltar, Seitenaltäre, Kanzel und Kreuzweg neu gefasst sowie die geschmiedeten Schutzgitter vor den Altären gestrichen und vergoldet. Unter Pfarrer Alois Steinberger (1956–1976) wurden 1962 der Turm und 1963 der übrige Bau außen renoviert; 1975 wurden die Kirchenfenster erneuert. In den Jahren 1978 bis 1983 wurde unter tatkräftiger finanzieller und körperlicher Mithilfe der Ortsbevölkerung umfassend außen und innen renoviert. Dabei wurde die originale Fassung von 1756 nach Befund wiederhergestellt, die 1888/89 teilweise stark verändert worden war. Zudem erhielt die Kirche damals aufgrund der Bestimmung des Zweiten Vatikanischen Konzils ihren Zelebrationsaltar. Im Jahr 2008 wurde eine vollständige Turmsanierung durchgeführt.

## Architektur

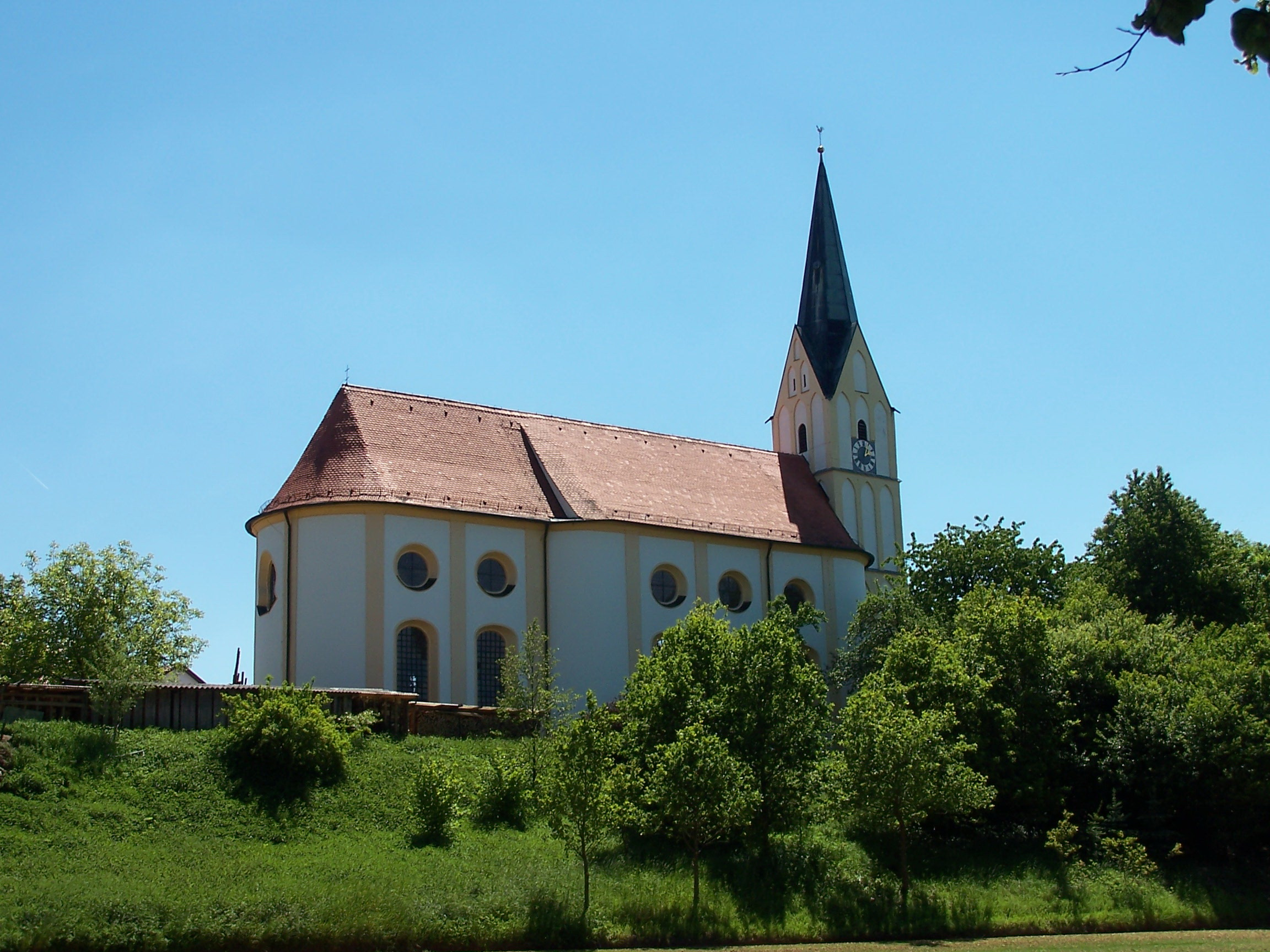
Außenansicht von Norden

### Maße
Der Kirchenbau besitzt folgende Maße:
- Länge innen gesamt: 30,00 Meter
  - davon Langhaus: 19,20 Meter
  - davon Chor: 10,10 Meter
- Breite innen:
  - Langhaus: 10,10 Meter
  - Chor: 7,35 Meter
- Höhe innen:
  - bis zum umlaufenden Kranzgesims: 8,00 Meter
  - bis zum Scheitelpunkt des Gewölbes: 12,00 Meter

### Außenbau
Der auf einer Anhöhe gelegene, nach Osten ausgerichtete Saalkirche umfasst ein an den Ecken abgerundetes Langhaus mit drei Jochen und einen leicht eingezogenen Chor mit zwei Joche und halbrunder Apsis. Das Äußere der Kirche ist durch gelbe Lisenen, die mit dem Dachgesims verkröpft sind, und gelbe Fensterlaibungen gegliedert, während die Wandrücklagen weiß getüncht sind. Der Bau ist vollständig verputzt. Das rote Ziegeldach, ausgeführt als Satteldach, bedeckt Langhaus und Chor, letzteren mit etwas steilerer Dachneigung. In den westlichen Rundungen des Langhauses befinden sich zwei schmucklose, korbbogige Portale.

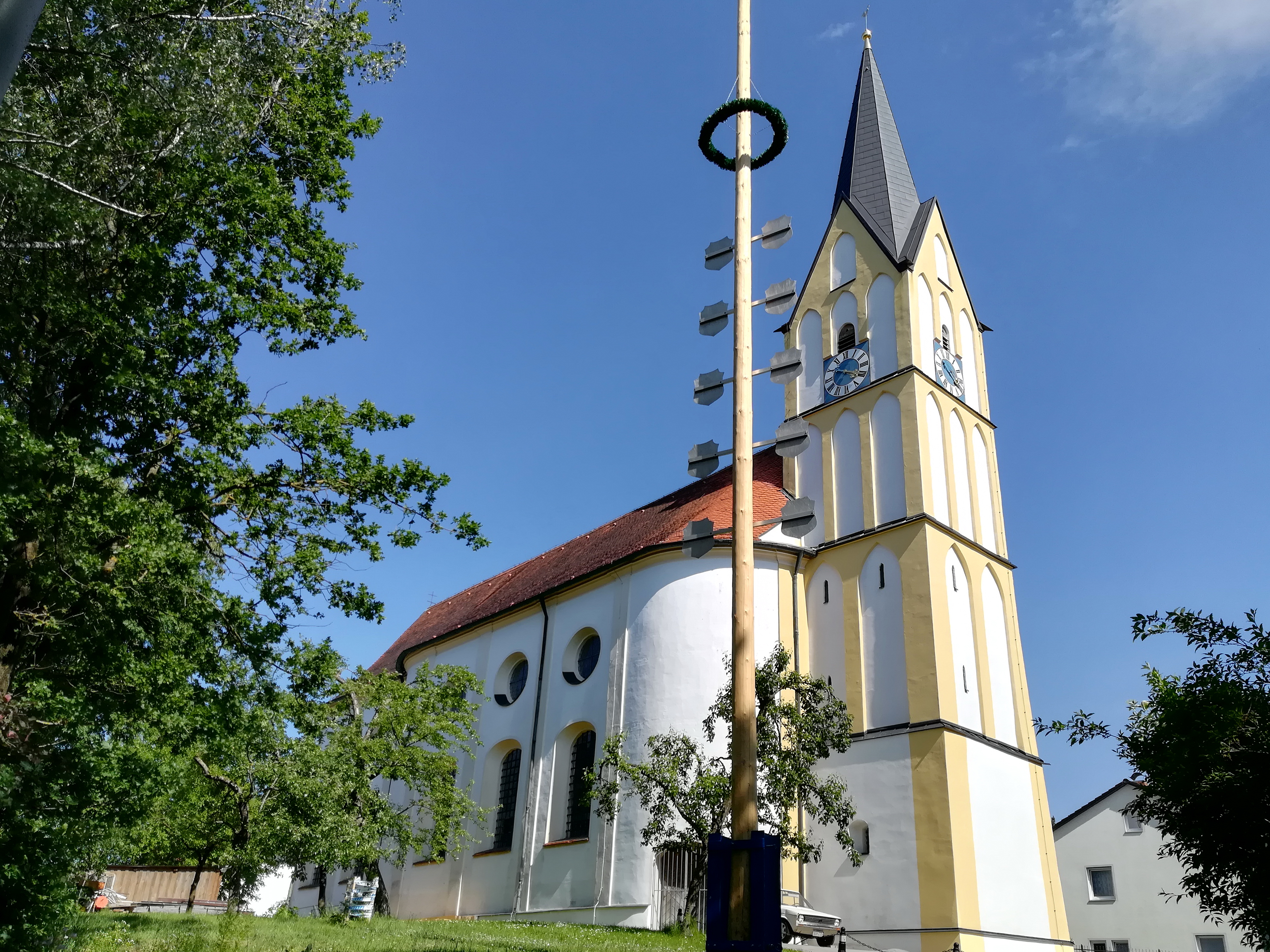
Turmansicht von Nordwesten

Südlich am Chor ist die zweigeschossige Sakristei mit Satteldach angebaut, westlich am Schiff der ausspringende Turm über quadratischem Grundriss. Dessen zweigeschossiger, unregelmäßig durchgebildeter Unterbau aus dem 13. Jahrhundert reicht exakt bis zur Traufhöhe von Langhaus und Chor, was dem Außenbau insgesamt ein einheitliches Aussehen verleiht. Ein steiler, geschrägter Sockel findet sich nur an der Nord- und Westseite des Unterbaus; gleiches gilt für den Absatz zwischen den beiden unteren Geschossen. Dagegen ist ausschließlich auf der Südseite eine Ecklisene zu sehen. An der Nordseite des unteren Geschosses befindet sich ein Stichbogenfenster mit Schräggewände; ansonsten sind nur Lichtschlitze vorhanden. Die beiden darüber befindlichen Geschosse aus dem 15. Jahrhundert weisen spätgotische Spitzbogenblenden auf – drei je Seite und Geschoss. An der Nord- und Westseite des Unterbaus wurden die Spitzbogenblenden wohl nachträglich ergänzt; hier sind es zwei je Seite und Geschoss. Im vierten Turmgeschoss ist der Glockenstuhl untergebracht; nach Norden, Westen und Süden hin befindet sich innerhalb der mittleren Blende jeweils eine kleine, spitzbogige Schallöffnung über einem Ziffernblatt der Turmuhr, auf der Ostseite lediglich eine rundbogige Schallöffnung. Den oberen Abschlusses des Turms bildet ein achtseitiger Spitzhelm über vier Dreiecksgiebeln, der von Kugel und Kreuz bekrönt wird.

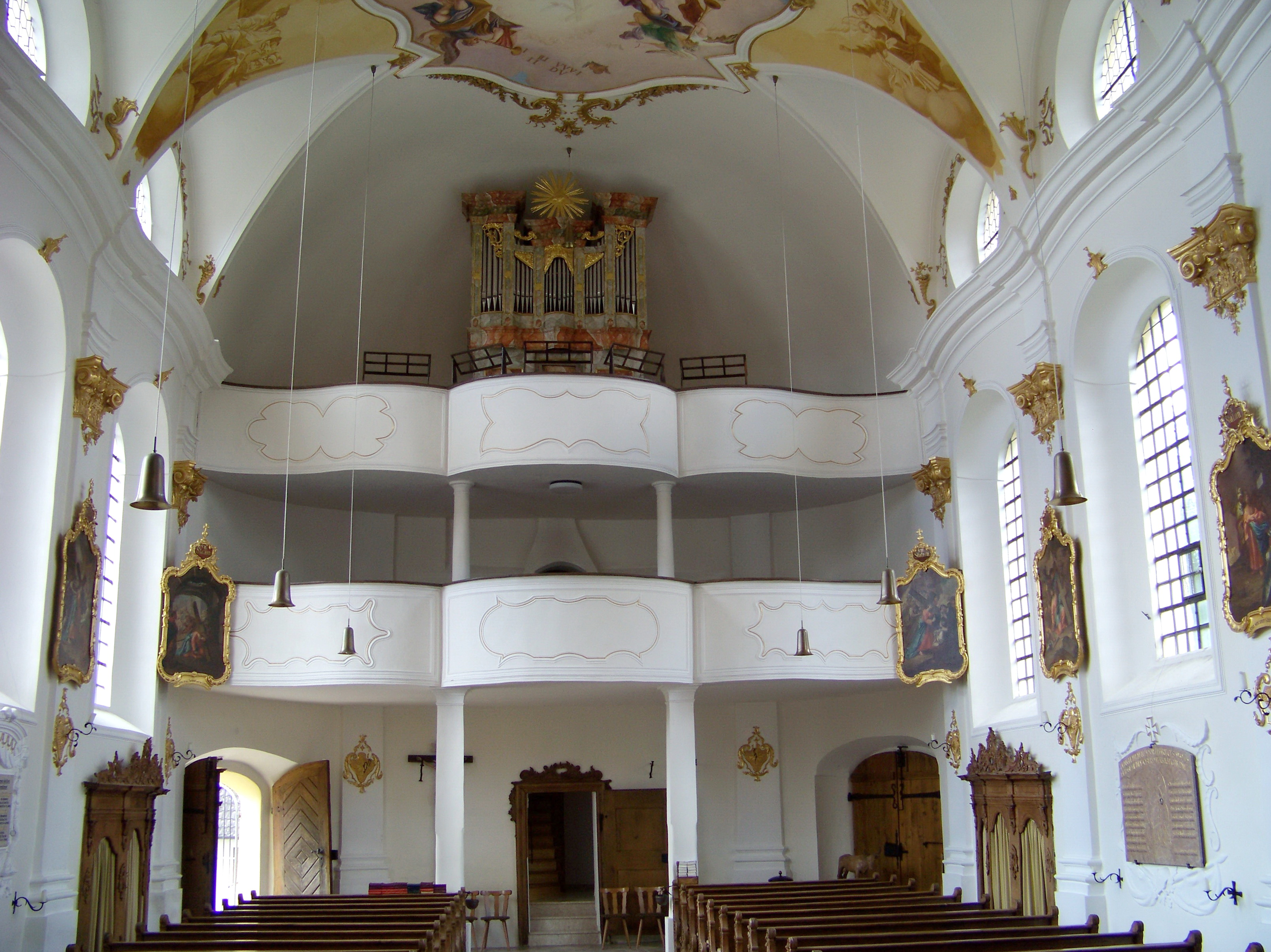
Blick zur Westempore

### Innenraum
Langhaus und Chor werden von einem Tonnengewölbe mit Stichkappen überspannt. Den Übergang zwischen Langhaus und Chor vermittelt ein runder Chorbogen. Die Wände sind durch Pilaster mit korinthisierenden Kapitellen gegliedert. Darüber ist ein umlaufendes, stark profiliertes Kranzgesims angeordnet, das oberhalb jedes Pilasters eine Verkröpfung besitzt. Zwischen den einzelnen Pilastern sind Wände und Kranzgesims leicht nach innen gewölbt, was dem Raum eine gewisse Schwingung zu seinem Mittelpunkt, dem Hochaltar, hin verleihen soll. Dies ist in der Umgebung auch bei der ebenfalls von Hirschstötter erbauten Pfarrkirche St. Peter in Gündlkofen und bei der Filialkirche St. Stephan in Paindlkofen vorzufinden.
Durch die breiten Fensteröffnungen ist das Kircheninnere lichtdurchflutet und wirkt weiträumig. Die Hauptfenster schließen im leicht eingezogenen Rundbogen auf Kapitellhöhe der Pilaster. Über dem Kranzgesims befinden sich in den Gewölbestichen Rundfenster gleichen Durchmessers. Die Fenstergewände sind innen leicht gekehlt, außen geschrägt. In der westlichen Rundung des Langhauses befindet sich eine Doppelempore. Die Emporegeschosse ruhen auf je zwei hölzernen Säulen, die geschweiften Brüstungen sind jeweils mit Rahmenstuck besetzt. Auf dem oberen Geschoss ist die Orgel untergebracht. Die Aufgang zu den Emporen befindet sich im Turm.

## Ausstattung

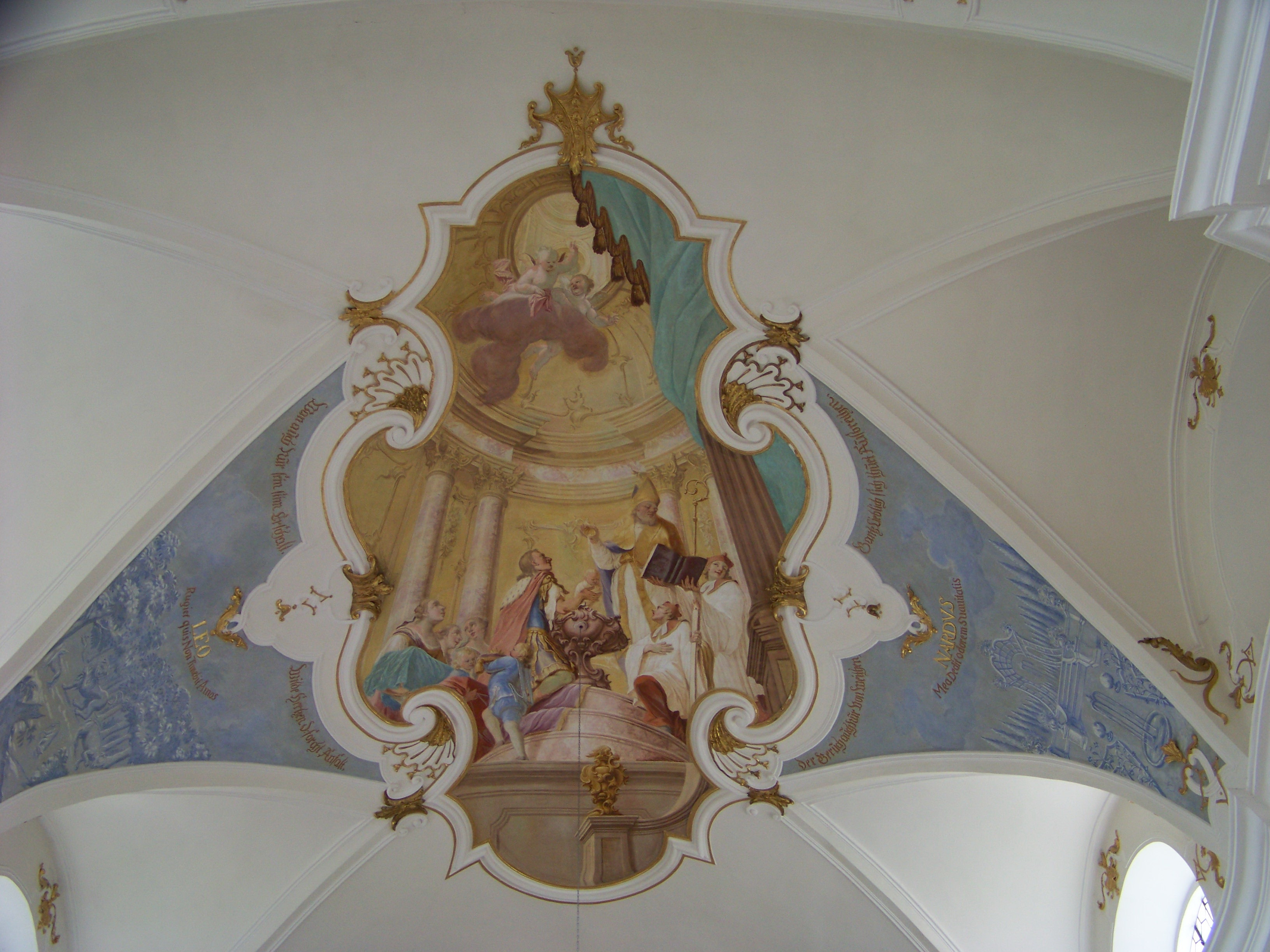
Deckenfresko Taufe des heiligen Leonhard (Ignatius Kaufmann, 1755) im Chor

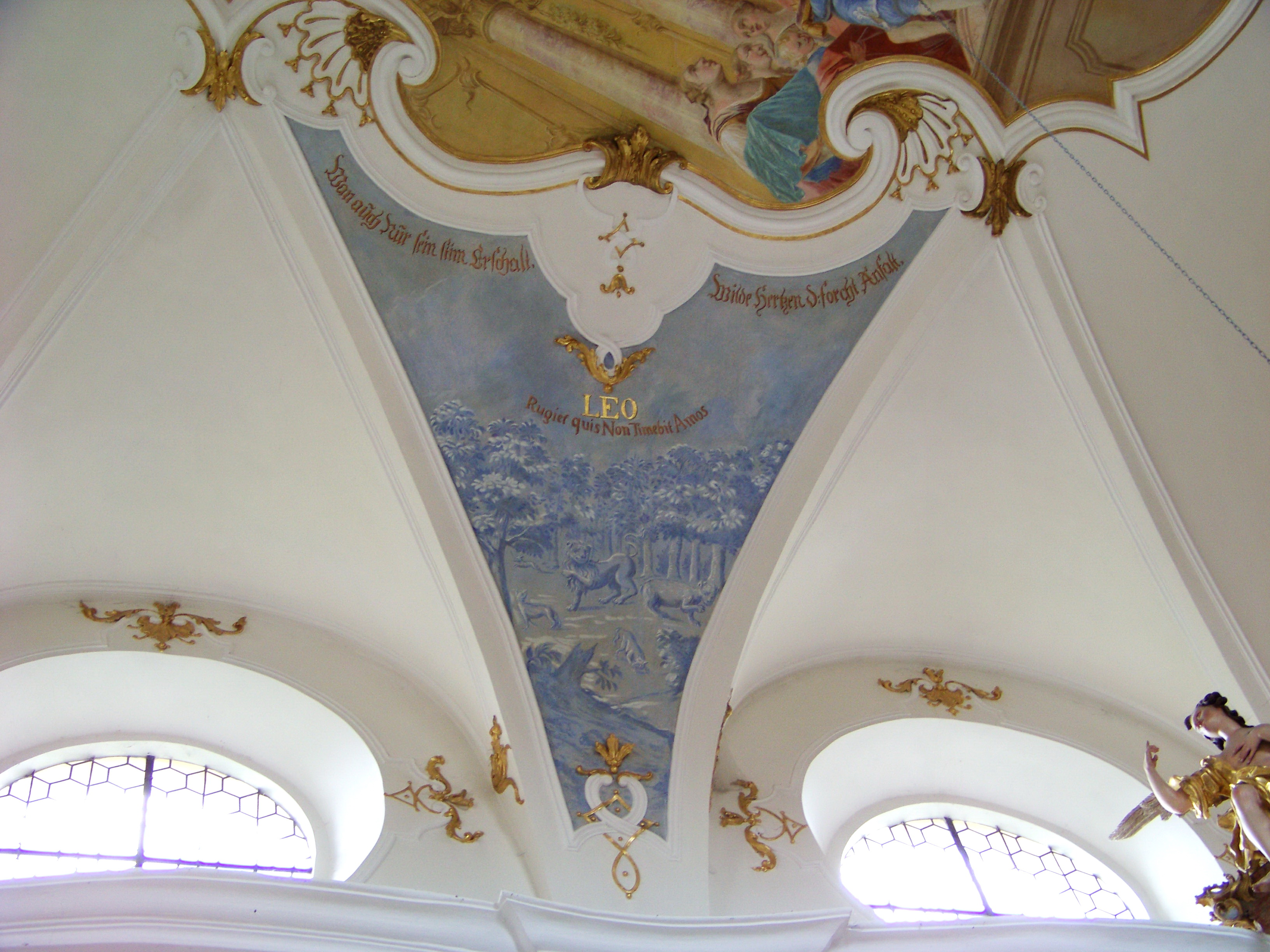
Grisaille im Chor

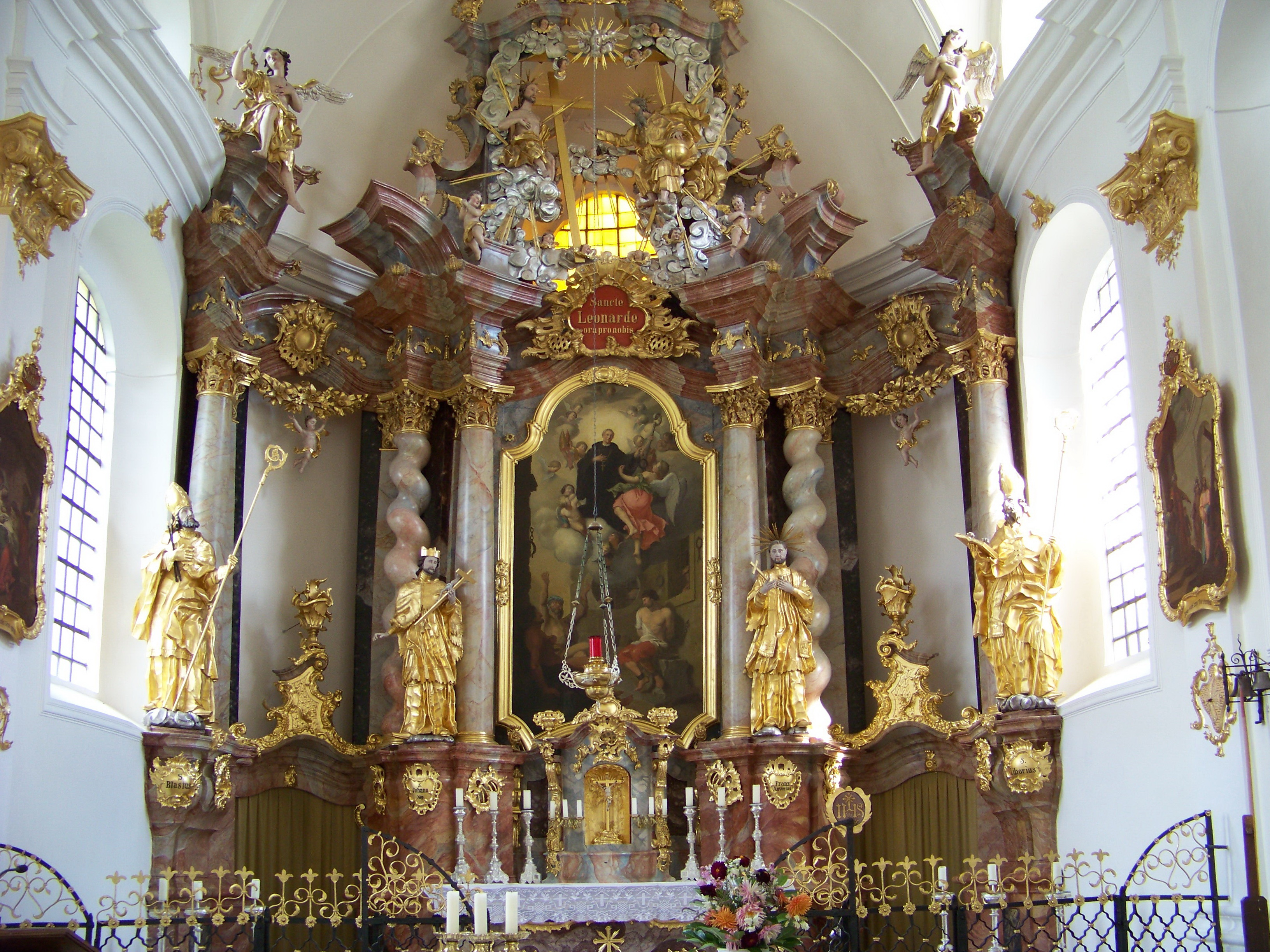
Hochaltar

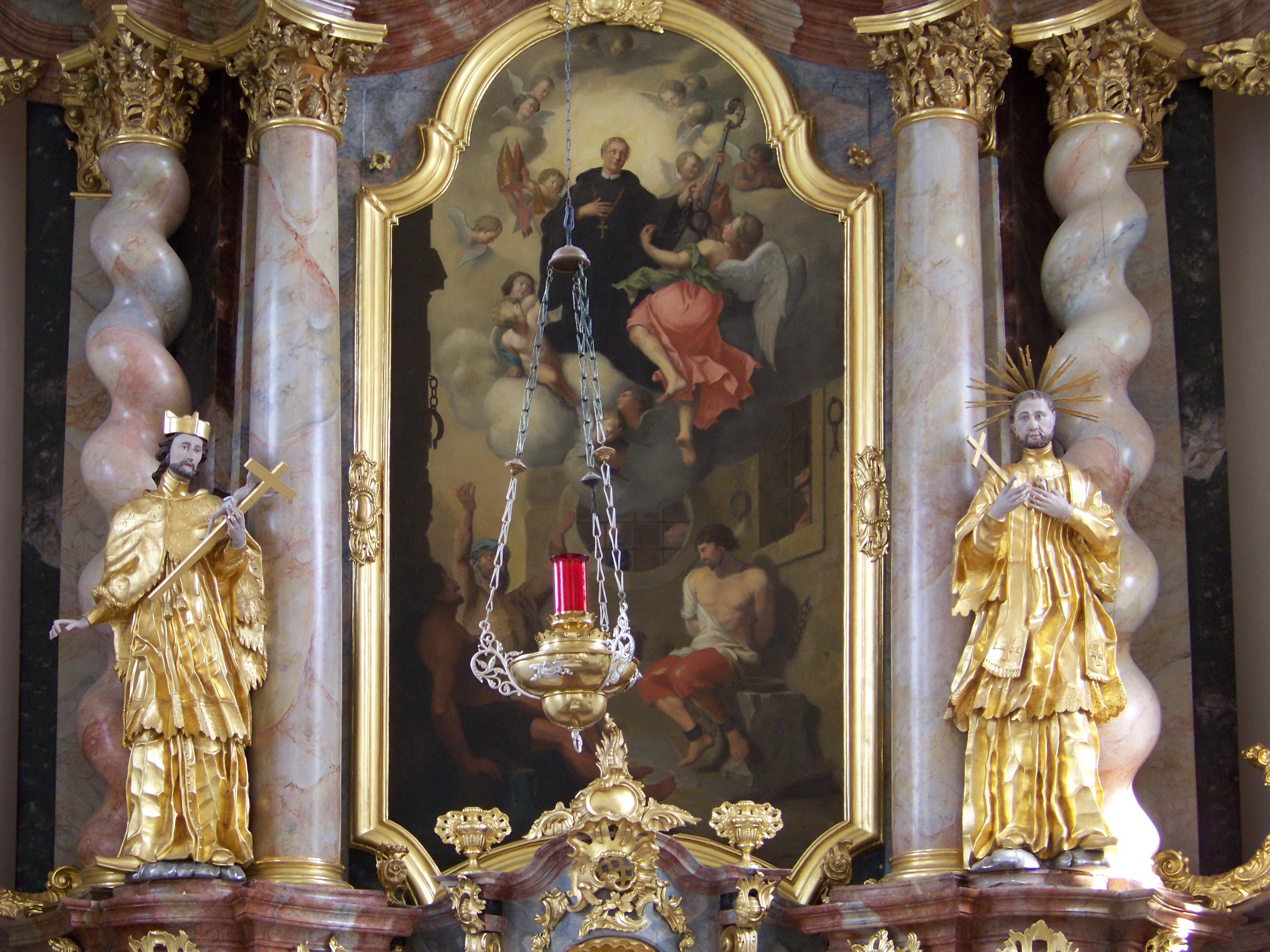
Hochaltarblatt Aufnahme des heiligen Leonhard in den Himmel (Peter Jakob Horemans, 1758)

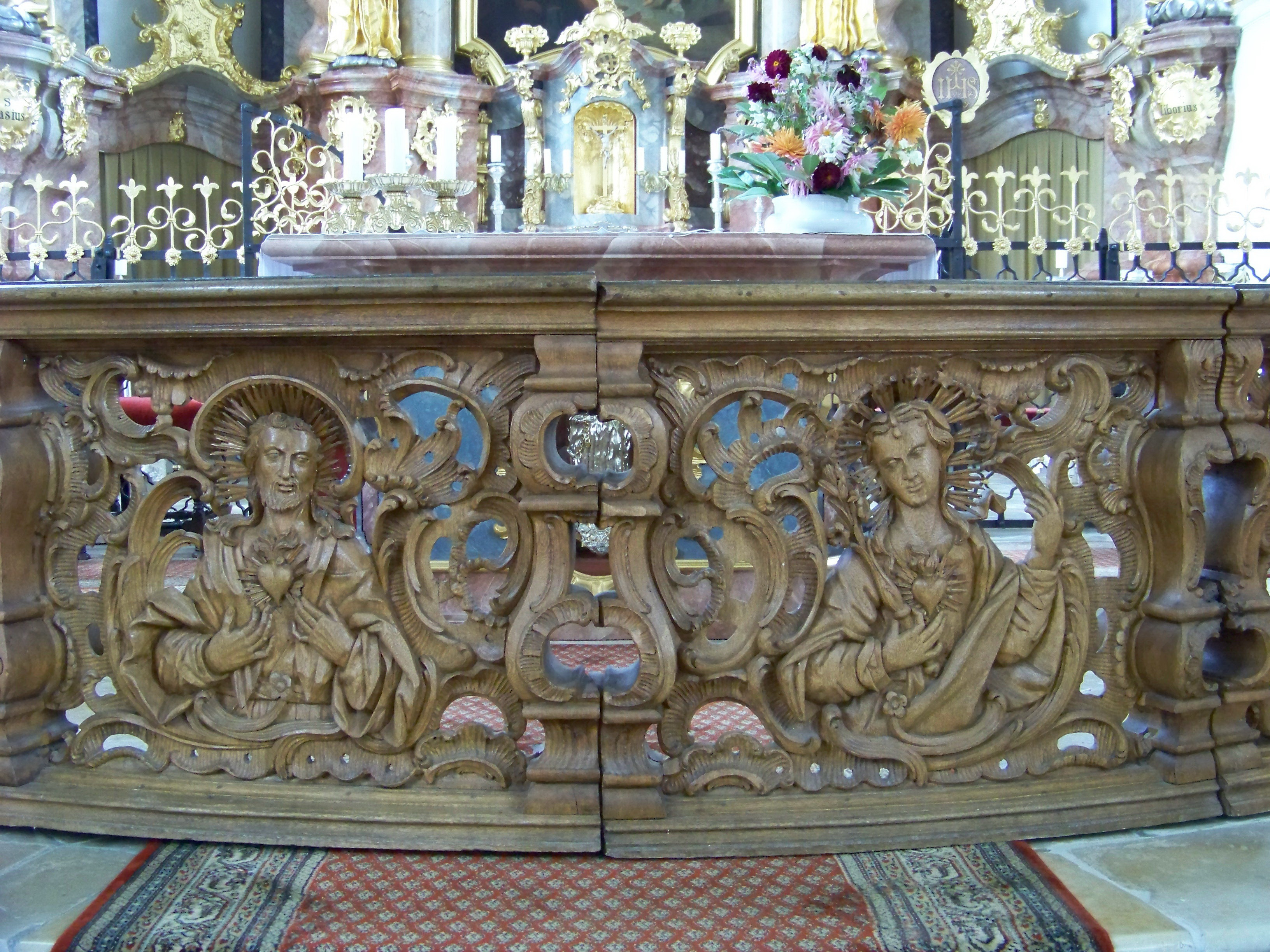
Kommunionbank mit den Brustreliefs Herz Jesu und Herz Mariä

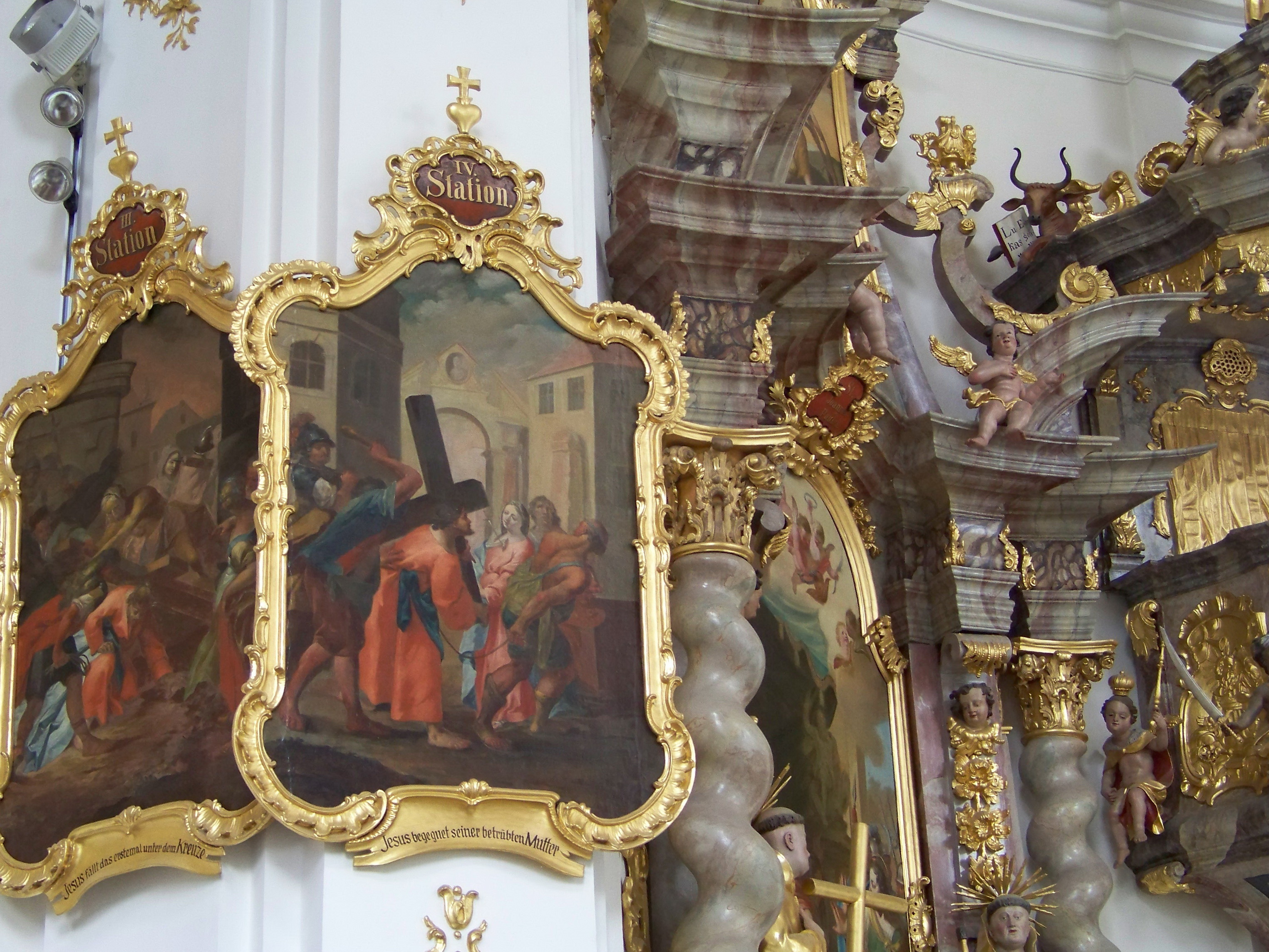
Kreuzwegtafel

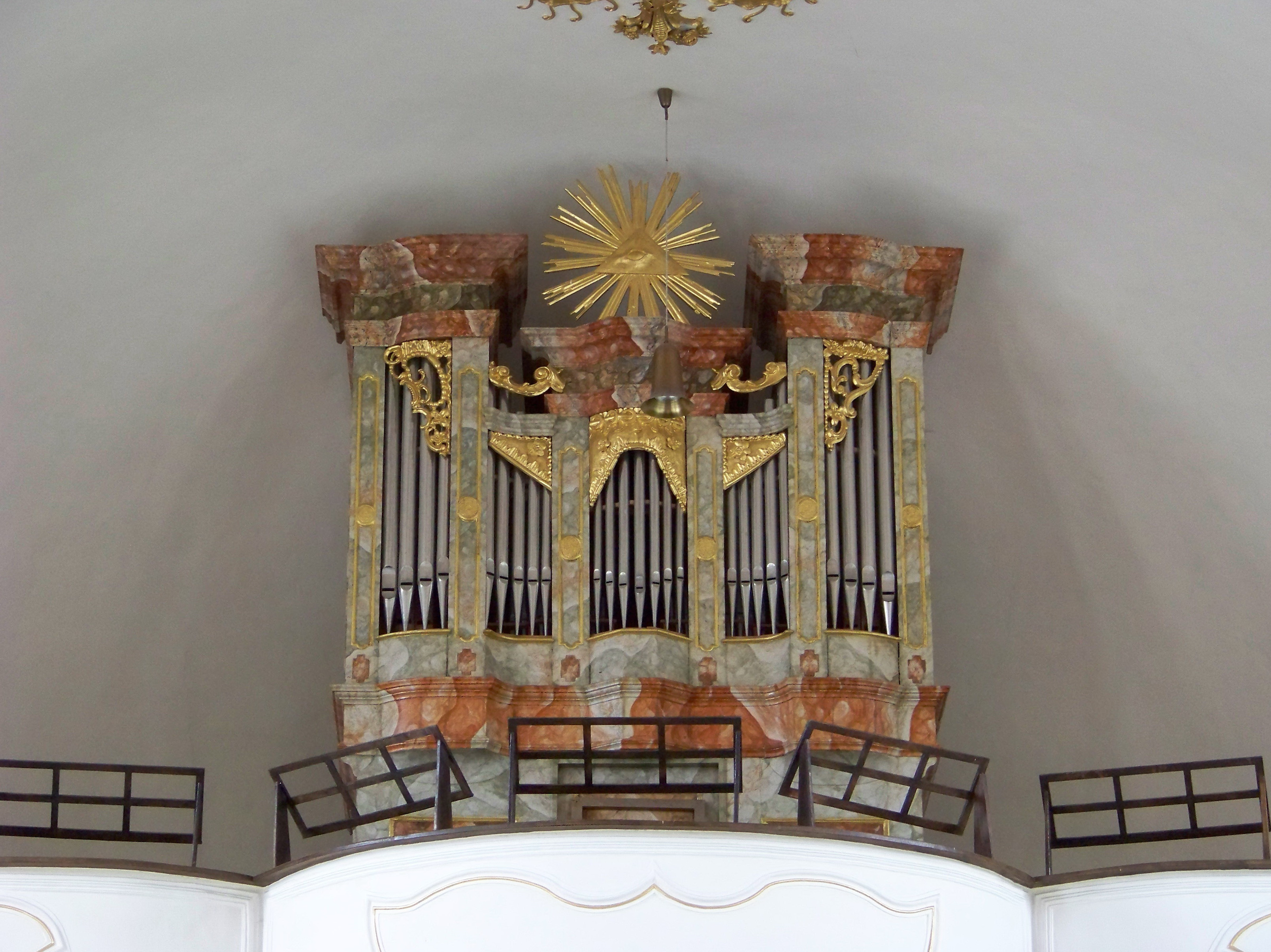
Mühlbauer-Orgel von 1845 hinter Spätrokokoprospekt

Die qualitätvolle Ausstattung ist einheitlich im Rokokostil gehalten. Die Fresken wurden 1755 von Ignatius Kaufmann aus Teisbach gemalt, der später nach Landshut übersiedelt ist. Die Bemalung des Stucks führte der Rottenburger Maler Johann Anton Schweinhuber aus. Die Altarblätter und die Kreuzwegtafeln malte der gebürtige Flame Peter Jakob Horemans, der zur damaligen Zeit in München ansässig war. Die Altäre, die Kanzel und der Figurenschmuck wurden von dem Schreiner Amantius Fehlweckh aus Rottenburg, dem Bildhauer Johann Paul Wagner aus Vilsbiburg und dem Fassmaler Georg Andreas Zellner aus Furth im Wald gefertigt.

### Stuck und Deckengemälde
Die qualitätvollen Fresken wurden 1755 von Ignatius Kaufmann aus Teisbach gemalt, aus einem zweiteiligen Chronogramm an dem Deckenfresko im Langhaus zu entnehmen ist. Das figurenreiche Gemälde ist 11,40 Meter lang und 5,00 Meter breit. Es zeigt die Verklärung und Wunderwirkung des heiligen Leonhard. Das Deckenfresko im Chor stellt die Taufe des heiligen Leonhard dar. Der Kirchenraum, in dem die heilige Handlung vollzogen wird, zeigt Säulenarchitektur und wird von einer Kuppelwölbung überspannt. Auf den Gewölbezwickeln im Langhaus und in dessen östlicher Rundung zeigen die vier Evangelisten und die lateinischen Kirchenväter dargestellt. Die Bilder sind in Brauntönen gehalten und Ton-in-Ton gemalt. Auf den Zwickelbildern im Chor, ausgeführt als Grisailles, sind Darstellungen des Gartens Eden und Hortus conclusus zu sehen.
Die beiden Hauptgemälde am Gewölbe sind von geschweiften, mit Muschelwerk verzierten Stuckrahmen umrandet. Auch am Chorbogen, in den Gewölbestichen, über den Fenstern und an den Apostelleuchtern befinden sich Rokoko-Stuckaturen.

### Hochaltar
Der Hochaltar aus dem Jahr 1758 (11,25 Meter hoch und 10,80 Meter breit) füllt die Apsisrundung in ihrer ganzen Breite und Höhe. Vier Säulen, darunter zwei gewundene, tragen ein kräftig profiliertes, mehrfach verkröpftes Gebälk mit vier Giebelstücken, das seitlich von zwei weiteren Rundsäulen gestützt wird. Auf den beiden äußeren Giebelstücken sitzen Engelsfiguren, zwischen den beiden mittleren erhebt sich ein mit Voluten und Vasen verzierte Aufsatz. Unterhalb des Hauptbildes befindet sich der reich verzierte und vergoldete Rokoko-Drehtabernakel, der von Volutenpilasterm flankiert sowie mit Rocaillen und Vasen geschmückt ist. Über den seitlichen Durchgängen befinden sich geschweifte Aufsätze ebenfalls mit Vasen. Eingerahmt von zwei Säulenpaaren befindet sich an zentraler Stelle das 1758 von Peter Jakob Horemans aus München gemalte Altarblatt. Darauf ist die Aufnahme des heiligen Leonhard in den Himmel dargestellt. Es wird von vier lebensgroßen Seitenfiguren (von links nach rechts) der Heiligen St. Blasius, Johannes Nepomuk, Franz Xaver und Liborius flankiert, die auf den Sockeln der tragenden Säulen stehen. Die beiden äußeren Sockel sind durch seitliche Durchgänge, die von geschweiften Aufsätzen mit Vasen bekrönt sind, von dem mit Muschelwerk verzierten Antependium getrennt. Im Aufsatz ist eine Holzfigurengruppe der Heiligen Dreifaltigkeit, umgeben von einem Wolkenkranz, zu sehen.

### Seitenaltäre
Die beiden übereck gestellten Seitenaltäre (je 8,10 Meter hoch und 3,35 Meter breit) dürften gleichzeitig mit dem Hochaltar entstanden sein. Sie besitzen je zwei mit Engelsköpfen verzierte Pilaster, zwei gewundene Säulen und einen geschweiften Aufsatz über Giebelstücken und Muschelwerkschnitzereien. Das linke Altarblatt zeigt die Heiligen Erhard und Erasmus, das Auszugsbild die heilige Notburga. Die beiden lebensgroße Seitenfiguren stellen den heiligen Pantaleon (links) und den heiligen Ignatius (rechts) dar. Der rechte Seitenaltar umfasst neben dem Altarblatt mit einer Darstellung der „Wetterheiligen“ Johannes und Paulus und dem Auszugsbild des heiligen Isidor zwei lebensgroße Statuen des heiligen Peter von Aleant (?) und des St. Salvator.

### Kanzel
Die reich mit Muschelwerk verzierte Rokoko-Kanzel besitzt einen geschweiften Korpus, der von vier Volutenpilastern an den Kanten gegliedert wird. Auf jeder der vier Voluten sitzt jeweils ein Putto; die vier symbolisieren die vier zur Entstehungszeit der Kanzel bekannten Kontinente. Zwischen den Volutenpilastern befinden sich Flachreliefs der lateinischen Kirchenväter. Der mit einem Lambrequin verzierte Schalldeckel ist ebenso geschweift und auf der Unterseite mit einem Relief der Heilig-Geist-Taube verziert. mit einigen Engelsfiguren wird von einer lebensgroßen Holzfigur des Guten Hirten bekrönt. Obenauf sitzen weitere Putten und eine große Holzfigur des Guten Hirten.

### Übrige Ausstattung
Der moderne Volksaltar, der stilistisch der Rokokoausstattung angeglichen ist, wurde Anfang der 1980er Jahre von Hugo Preis aus Parsberg geschaffen. Auf der Vorderseite befindet sich ein gläserner Schrein mit einer Reliquie des heiligen Leonhard. Die Kommunionbank ist eine gute Rokoko-Schnitzarbeit, die mit durchbrochenem Muschelwerk verziert ist. Sie zeigt zwischen den Brustreliefs der vier Kirchenväter eine Herz-Jesu- und eine Herz-Mariä-Darstellung. Die Kommunionbank stammt ebenso aus der Entstehungszeit der Kirche wie das Gestühl und Beichtstühle. Sowohl die geschnitzten Stuhlwangen als auch die Beichtstühle sind mit Laub-, Muschel- und Gitterwerk verziert.
Vor den drei Rokokoaltären befindet sich je ein gleichzeitiges, schmiedeeisernes Abschlussgitter aus rautenförmig gekreuzten Welleneisen. In der Mitte befindet sich jeweils eine rundbogige Überhöhung, die mit Voluten dekoriert ist. Die Kreuzwegtafeln in schönen Rokoko-Schnitzrahmen wurden wohl – wie das Hochaltarblatt – von Peter Jakob Horemans gemalt. An der südlichen Innenwand des Langhauses ist eine Gedächtnistafel für die Opfer des Ersten Weltkriegs angebracht, gegenüber eine Gedächtnistafel für die Opfer des Zweiten Weltkriegs. An die frühere Leonhardi-Wallfahrt erinnert eine Votivgabe der Pfarrei Hohenthann aus dem Jahr 1796: eine Kuh auf einem Sockel, die im rückwärtigen Bereich des Langhauses aufgestellt ist.

### Orgel
Im Jahr 1782 erhielt St. Leonhard ein Instrument des Landshuter Orgelbauers Johann Schweinacher, von dem nur noch der denkmalgeschützte Spätrokokoprospekt mit Muschelwerkverzierungen – allerdings mit veränderten Schleierbrettern – erhalten ist. Die heutige Orgel ist ein Neubau von Josef Mühlbauer junior aus Train aus der Zeit um 1845, der in den bestehenden Prospekt eingebaut wurde. Er wurde zuletzt 1982 von der Firma Rickert aus Regensburg überholt. Das Schleifladeninstrument mit mechanischen Spiel- und Registertrakturen umfasst zwölf Register auf einem Manual und einem fest angekoppelten Pedal. Die Disposition lautet wie folgt:
| I Manual CDEFGA–f3 |            |       |
| 1.                 | Principal  | 8′    |
| 2.                 | Gamba      | 8′    |
| 3.                 | Salicional | 8′    |
| 4.                 | Viola      | 8′    |
| 5.                 | Copel      | 8′    |
| 6.                 | Octav      | 4′    |
| 7.                 | Flöte      | 4′    |
| 8.                 | Quinte     | 2 ⁄3′ |
| 9.                 | Mixtur     | 1 ⁄3′ |

| Pedal CDEFGA–a |          |        |
| 10.            | Subbaß   | 16′    |
| 11.            | Octavbaß | 8′     |
| 12.            | Quintbaß | 5 1⁄3′ |